# Recoules-Prévinquières

Recoules-Prévinquières este o comună în departamentul Aveyron din sudul Franței. În 1 ianuarie 2018 avea o populație de 503 de locuitori.